# ドルーピー

ドルーピー（Droopy Dog）は、アメリカ合衆国の映画製作会社メトロ・ゴールドウィン・メイヤー（MGM）社に所属していたアニメーター、テックス・アヴェリー作成の短編カートゥーンの著名な主人公である犬。また、『トムとジェリー』では、隠れキャラクターとして、映画などに出演している。
後に、テックス・アヴェリーのアシスタントをしていたマイケル・ラーによっても彼を主人公としたアニメーションが制作された。

## ドルーピーと他のキャラクター
ドルーピー (Droopy Dog)
常に少し眠そうな表情をした犬（バセット・ハウンド）。口癖は、「ねえ聞いて (You know What.) 」。作品によって警察犬である場合と普通の犬の時がある。日本での旧地上波版においてはプードルと扱われていた作品があった。
警察犬である場合は狼を追いかける。なぜかどこへ逃げても、果ては箱に閉じ込めて世界の果てに発送しても、安心して目を転じた先に戻ってきているのが特徴。
普通の犬である場合は、色々な役を演じ、よくスパイクと絡むことが多い（結局ドルーピーの方が強い）。
スパイクが仕掛けた絵に入ることができ（例：スパイクがペンキでテニスコートをプールに見立てた場合、ドルーピーに対してのみ本物のプールになり、スパイクが飛び込もうとすると元のテニスコートの地面になってしまう）、物理法則を無意識ではあるが無視することができる。
作品によってはドリーピーに引けをとらないほどの怪力であったり、100m走を0.2秒で走破してしまうほどのスピードの持ち主だったりする。
「ドルーピー (Droopy Dog) 」というキャラクター名は、正確には「チャンピオン誕生（1949年）」以降に付けられたもので、初期の作品ではその都度異なる名前であり、日本名ではむっつりワンくんかワンくんとも呼ばれていた。
アヴェリー作品では犬らしい歩行をする時も少なくなかったが、ラーが監督する作品では常時二足歩行となる。なお、ラー作品では「顔立ち」がかなりマシになっているが、後発作品での顔立ちはアヴェリー作品に準じている。
『トムとジェリーキッズ』では息子の「ドリップル」と一緒に登場している（日本では未放映）。
ドリーピー (Drippy)
ドルーピーの双子の弟で「ドリッピー」と呼ばれたこともある。怪力が特徴。スパイクがドルーピーと間違え、屋敷から投げ飛ばされて追い出されることもあるが、「双子騒動」ではスパイクを不審人物とみなしてあの手この手で屋敷から追い出している。
旧地上波版では兄。国内DVD版などの吹き替えでは弟という設定になっている。
スパイク / ブッチ (Spike / Butch)
ブルドッグ。ドルーピーと絡むことが多いが、スパイクだけが登場する（ドルーピーが出てこない）作品もある。ラーの監督作品では「ブッチ」に改名される。
初登場は「財産を狙え（1949年）」で、アヴェリー作品の中では比較的新しいキャラクターである。後期のアヴェリー作品を代表するキャラクターのひとつでもあり、トムとジェリーに登場するブルドッグと同名である。
よく悪巧みを思いついて悪さをするが、間抜けで、最終的にはドルーピーにうまくやられてしまい、負けてしまう（極まれに負けない時もある）。発狂して保健所に収容されるオチもある。
オペラ歌手であったり、刑務所に収監の身となったりもする。
当初の作品では犬小屋に入り、通常の歩行で歩くなど犬らしさを残していたが、後の作品では風貌や図柄が変わり、常時二足歩行の擬人的なキャラクターになる。
オオカミ
ドルーピー作品に当初から登場するキャラクター。一見キザで上品で慇懃無礼だが、中身はスパイク同様に間抜けな敵役。当初から常時二足歩行で、擬人的なキャラクターである。
初期の作品では牢屋から逃げ出してドルーピーに追いかけ回され抜群の機動力を発揮するも、結局再度捕まるか、上から岩を落とされて御用となるオチもある。また、西部のならず者役で美女を巡りドルーピーと対決するものもある。
スパイク同様に単独で登場する作品もある。赤ずきんと絡む作品や都会と田舎のオオカミなどがある。
チャンピオン誕生（1949年）以降の後期作品でもキャラクターは踏襲され、西部のならず者やメキシコの闘牛士としてドルーピーと対決したり、絡んだりする。
『トムとジェリー大行進』では「スリック」、『トムとジェリーキッズ』では「Mcwolf」という名前がつけられた。
後に南部訛りのお人好しでクールなホームレス風の「田舎の狼」のキャラクターも登場する。口笛で吹いている曲（Kingdom Coming）が代名詞で、他のラーの作品にも単独で登場している。
黒猫
ドルーピーとは絡むことはないが、スパイクと絡む作品が2作品ある。
登場作品は全6作品。名前は特にない。
腹をすかせており、民家に忍び入って飼ってある鳥を失敬しようとするが、いつも邪魔が入る。
時には正義の味方であったり、いたずら好きでもある。

## 作品リスト
括弧内は原題と初出年
ドルーピー作品の主要なキャラクターでもあるブルドッグのスパイクやオオカミが単独で登場する作品は、正確にはドルーピー作品の範疇に含まれないが、ここでは参考のために記すものとする。また、「腹ペコ野良猫」及び「腹話術は楽し」に登場した黒猫のみが登場する作品についても、参考のために掲載。
- 「つかまるのはごめん」「むっつりワン君のお手柄」（Dumb Hounded 、1943）
- 「アラスカの拳銃使い」( Shooting Of Dan McGoo 、1945)
- 「迷探偵ドルーピー西部の早射ち」「早うちワン君」(Wild And Wolfy 、1945)
- 「迷探偵ドルーピーの大追跡」「むっつりワン君の早業」(Northwest Hounded Police 、1946)
- 「チャンピオン誕生」 (Señor Droopy 、1949)
- 「財産をねらえ」 (Wags To Riches 、1949)
- 「いかさま狐狩り」 (Out-Foxed 、1949)
- 「スポーツの王様」 (The Chump Champ 、1950)
- 「ドルーピー君サーカスへ行く」 (Dare-devil Droopy 、1951)
- 「最優秀ボーイスカウト」 (Droopy's Good Deed 、1951)
- 「双児騒動」 (Droopy's Double Trouble 、1951)
- 「メキシコ良いとこ」 (Caballero Droopy 、1952)※この作品のみディック・ランディーが演出担当
- 「勝利はいただき」 (Three Little Pups 、1953)
- 「西部の大決闘」 (Drag-Along Droopy 、1954)
- 「西部開拓史」 (Homesteader Droopy 、1954)
- 「デキシーランド犬」 (Dixieland Droopy 、1954)
- 「呼べど叫べど」 (Deputy Droopy 、1955)
- 「邦題無し」(Millionaire Droopy 、1956)
- 「お金と友情」 (Grin And Share It 、1957)
- 「いたずら教室」 (Blackboard Jumble 、1957)
- 「竜退治」 (One Droopy Knight 、1957)
- 「まぬけなオオカミ」 (Sheep Wrecked 、1958)
- 「スピード狂」 (Mutts About Racing 、1958)
- 「幸福を呼ぶ小人」 (Droopy Leprechaun 、1958)

## スパイクのみ登場する作品
- 「腹ペコ野良猫」(Counterfeit Cat:1949)
- 「いたずらモグラ」（GARDEN GOPHER 1950年9月30日）
- 「腹話術は楽し」(Ventriloquist Cat:1950)
- 「ブルさんはおねむ」(Cock-a-doodle Dog:1951)
- 「へんてこなオペラ」（Magical Maestro、1952年2月9日）
スパイクはプッチーニ(Poochini)の名前で登場。
- 「冬眠中はお静かに」(Rock-a-Bye Bear:1952)
- 「逃げてはみたけど」（Cellebound、1955年11月25日）

## オオカミのみ登場する作品
- 「おかしな赤頭巾」 (Red Hot Riding Hood:1943)
- 「狼とシンデレラ」　(Swing Shift Cinderella:1945)
- 「田舎狼と都会狼」（Little Rural Riding Hood、1949年9月17日）
- 「何でもウメェー」（Billy Boy、1954年5月8日）

## 黒猫のみ登場する作品
- 「太りっこ競争」（King Size Canary、1947年12月6日）
- 「月へ行った猫」（The Cat That Hated People、1948年11月20日）
- 「呪いの黒猫」（Bad Luck Blackie、1949年1月22日）
- 「恐怖よさらば」（The Cuckoo Clock、1950年6月10日）

## その他の作品
以下の作品はドルーピーがメインの作品ではないがドルーピーが登場する作品
- 「トムとジェリー大行進」（The Tom and Jerry Comedy Show、1980年）
- 「ロジャー・ラビット」（Who Framed Roger Rabbit、1988年）
- 「トムとジェリーキッズ」（Tom and Jerry Kids Show、1990年）
- 「トムとジェリーの大冒険」（Tom and Jerry: The Movie、1993年）
- 「トムとジェリー魔法の指輪」（Tom and Jerry: The Magic Ring、2001年）
- 「トムとジェリー テイルズ」（Tom and Jerry Tales、2006年～）
- 「トムとジェリー シャーロック・ホームズ」（Tom and Jerry Meet Sherlock Holmes、2010年）
- 「トムとジェリー オズの魔法使」（Tom and Jerry and the Wizard of Oz、2011年）
- 「トムとジェリー スパイ・クエスト」（Tom and Jerry: Spy Quest、2015年）
- 「トムとジェリー すくえ!魔法の国オズ」（Tom and Jerry: Back to Oz、2016年）
- 「トムとジェリー 夢のチョコレート工場」（Tom and Jerry: Willy Wonka and the Chocolate Factory、2017年）

## 声優
- ビル・トンプソン
- フランク・グラハム
- ドン・メシック（トムとジェリーキッズ、トムとジェリーの大冒険など）
- フランク・ウェルカー（トムとジェリー大行進など）
- リチャード・ウィリアムズ（ロジャー・ラビット、おなかが大変）
- コーリー・バートン（ローラー・コースター・ラビット、キャンプは楽しい）
- ジェフ・バーグマン（トムとジェリー シャーロック・ホームズなど）
- ジェフ・ベネット（トムとジェリー魔法の指輪）
- ドン・ブラウン（トムとジェリー テイルズシーズン1）
- マイケル・ドノヴァン（トムとジェリー テイルズシーズン2）
- ジョー・アラスカイ（トムとジェリー オズの魔法使など）

## 吹替声優
- 兼本新吾（初代）
- 玉川良一（2代目）
- 中尾隆聖（現行吹き替え版3代目）
- 加藤精三（まんが宇宙船）
- 滝口順平、緒方賢一（トムとジェリー大行進）
- 鈴木勝美（ロジャー・ラビット、おなかが大変!、ローラー・コースター・ラビット、キャンプは楽しい）
- 中沢みどり（トムとジェリーの大冒険）
- 吉田勝哉（トムとジェリー (2021年の映画)）

## 定番のギャグ
「ドルーピーのテレポート」
ドルーピーが主に逃げるオオカミやスパイクの前に現れる。いわゆる瞬間移動。たとえ、縛られても、風呂敷包めにされても、給仕に殴られても、ドルーピーは何事もなかったかのように、現れる。
「（木が）倒れるぞ～!」
スパイクが大木や柱を切り倒し、敵役を下敷きにしようとするが、逆に自分のところへ落ちてきて下敷きとなり、顔が木を貫通して出てしまう。「倒れるぞ～!」と最後まで言えず、「倒れ…」と言った所で木の下敷きになり「…たぞ〜！」と続ける場合もある。また原語でそのまま「Look out!（気をつけろ!）」と叫ぶものもある。これはディック・ランディー監督のクマのバーニーでもみられる。
「道路を横断…」
道路に差し掛かったドルーピーの敵役が左右を確認し道を渡ろうとすると、猛スピードでやってきた自動車に轢かれてぺしゃんこになってしまう。車ではなく突進する牛や路面電車に轢かれたり、競技場に道路を引き込んでやってきた車に轢かれたりするものもある。
「ダイナマイト」
スパイクなどが敵役を倒すことを目的に使用。食品の形に加工したり、袋の中に入れたりして用いるが、なぜがすぐには破裂せず敵役をやっつけることができないため、不審に思って顔を近づけたところで爆発し、逆にやられてしまう。ディック・ランディーによるクマのバーニー作品でもみられる。
「不死身のドルーピー」
ドルーピーはどんな目に合っても死なない。窓から落ちても、足に火がついてもドルーピーは平気。ただしスパイクなども同様で、バラバラに粉砕しても、轢かれて紙のようになっても、毒薬で墓に入っても、シーンが変わると何事も無かったように復活している。
「絵のはずが…」
スパイクなどがドルーピーを出し抜き、もしくは暗殺するために使用。レースなどの際に行き止まりの壁面に道やトンネルの絵を描いたり、看板の絵で道と見せかけたり、テニスコートを一面青く塗り替えてプールに偽装したりするが、ドルーピーはなぜか平気で通過したり泳いだりしてみせる。驚愕したスパイクがそれなら自分もと挑戦してみるとうまくいかず激突してぺしゃんこあるいは陶器のように粉々に砕けてしまう。

## 日本でのTV放映
TBS系で放送された「トムとジェリー」の短編に挟まれる形で放映されることが多かった。（詳細は「トムとジェリー」の項を参照されたい）
カートゥーンネットワークで放送中のCartoon Classicsの中で放映されることがある。
また、1970年代には、日本の保険会社のテレビCMの中で、ゼンマイ仕掛けのドルーピーの人形が「アッチャーフン、アッチャーフン」などと言いながら二足歩行していた。

### 声の出演
- ドルーピー：兼本新吾→玉川良一
- スパイク：北村弘一
- オオカミ：兼本新吾→小林清志
- ナレーション：兼本新吾→不明

### 現在発売中のDVDなどの声の出演
- ドルーピー、ドリーピー：中尾隆聖
- スパイク：島香裕
- オオカミ：岩崎ひろし
- ナレーション：不明

なお、ドルーピー役およびドリーピー役の中尾隆聖は「トムとジェリー」の新作でドルーピーがゲスト出演する際も担当している。

### 原語版
- ドルーピー：ビル・トンプソン
- スパイク：ビル・トンプソン（一人二役）
- オオカミ：ドーズ・バトラーなど
- ナレーション：？

## DVD
ワーナー・ホーム・ビデオから発売中の「トムとジェリー」DVDの第1から第10巻に1話ずつ収録されている。また他にも「迷探偵ドルーピーの大追跡」と「ドルーピー君サーカスへ行く」の2巻がドルーピーのみのDVDとして発売されている。いまのところテックス・アヴェリーの作品がDVD化されているのはこの作品のみである。なお、本国アメリカではドルーピー全作品を収録したDVDが発売されている。
また宝島社からも2枚組のDVDが発売され、全作品ではないがドルーピー作品、黒猫作品、スパイク作品、オオカミ作品のそれぞれが収録されている。
※映画「上流社会」のDVD特典付録に、「MILLIONAIRE DROOPY」と題された、財産相続暗殺ネタの一篇が収録されている。ガス爆発を狙ってスパイクが自爆する、テニスコートをプールに偽装したスパイクが転落して陶器のように割れるギャグなど「トム&ジェリー」全盛期の短編スペック、監督もテックス・アヴェリーがクレジット。「財産をねらえ」 (Wags To Riches 、1949) のシネマスコープリメイク作品である。

## 関連事項
- トムとジェリー
- テックス・アヴェリー
- マイケル・ラー
- ディック・ランディー
- メトロ・ゴールドウィン・メイヤー
- クマのバーニー
- アニメ映画「ロジャー・ラビット」